# Charles Montagu (Gouverneur)

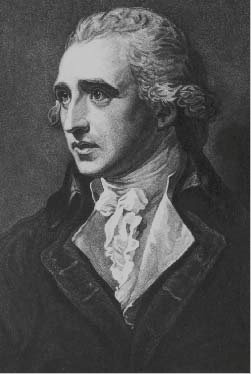
Lord Charles Montagu

Lord Charles Greville Montagu (* 29. Mai 1741; † 3. Februar 1784 im Guysborough County, Nova Scotia) war ein britischer Kolonialgouverneur der Province of South Carolina.

## Lebenslauf
Charles Montagu war der zweite Sohn von Robert Montagu, 3. Duke of Manchester (1710–1762). Er studierte am Christ Church College, das zur University of Oxford gehört. Anschließend begann er eine politische Laufbahn. Zwischen 1762 und 1765 vertrat er Huntingdonshire im britischen Unterhaus. Im Jahr 1766 wurde er zum neuen Kolonialgouverneur der Province of South Carolina ernannt. Dort löste er am 12. Juni 1766 den kommissarischen Gouverneur William Bull II ab. Dieses Amt bekleidete er zunächst bis Mai 1768. In den folgenden Jahren folgten zwei weitere Amtszeiten (30. Oktober 1768 bis zum 31. Juli 1769 und vom 15. September 1771 bis zum 6. März 1773). In den Zwischenzeiten wurde er stets von Vizegouverneur Bull kommissarisch vertreten.
In seiner ersten Zeit als Gouverneur begnadigte er einige Kriminelle. Später geriet er mit dem kolonialen Parlament in Konflikt. Dabei ging es vor allem und finanzielle Themen, wie z. B. die Frage nach der Rechtmäßigkeit von britischen Steuern. Montagu löste mehrfach das Parlament auf. Die folgenden Wahlen änderten aber nichts an den bestehenden Problemen. In seiner letzten Amtszeit musste er sich zusätzlich mit aufkommenden Bestrebungen auseinandersetzen, die wenig später zum Unabhängigkeitskrieg führen sollten. Zwischenzeitlich kehrte er nach England zurück, wo er im Jahr 1774 erfolglos für seine Rückkehr ins Unterhaus kandidierte. Während des Unabhängigkeitskrieges versuchte er amerikanische Kriegsgefangene für die britischen Streitkräfte zu gewinnen. Zwischenzeitlich geriet er selbst in Kriegsgefangenschaft. Er wurde aber bald wieder freigelassen. Nach der britischen Niederlage verließ Montagu mit den britischen Truppen South Carolina für immer. Er ließ sich in der kanadischen Provinz Nova Scotia nieder, wo er am 3. Februar 1784 verstarb.